# Puntius narayani
Puntius narayani är en fiskart som först beskrevs av Hora, 1937.  Puntius narayani ingår i släktet Puntius och familjen karpfiskar. IUCN kategoriserar arten globalt som livskraftig. Inga underarter finns listade i Catalogue of Life.